# George Tupou II
George Tupou II, född 18 juni 1874 i Neiafu, död 5 april 1918 i Nuku'alofa, var kung i Konungariket Tonga år 1893–1918. Hans företrädare var kung George Tupou I, som var både hans farmors far och hans morfars far; George Tupou II:s föräldrar var nämligen halvkusiner. Själv efterträddes George Tupou II av sitt enda barn inom äktenskapet; drottning Salote Tupou III.
Under George Tupou II:s regeringstid blev Tonga år 1900 ett brittiskt protektorat och överlät 1905 den yttersta beslutsrätten i ekonomi- och utrikespolitiska frågor åt britterna.